# 正剛
正剛（まさよし、男性）は、日本の格闘家。U-FILE CAMP所属。リングネームを新井正剛から正剛に改名。

## 戦績
| 勝敗 | 対戦相手                        | 試合結果                 | 大会名                                       | 開催年月日     |
| ○    | 三浦英樹                        | 9:12 三角絞め            | U-STYLE 【RS-3】                             | 2008年7月6日   |
| ○    | 濱岸正幸                        | 7:56 膝十字固め          | U-STYLE 【RS-2】                             | 2008年4月20日  |
| ○    | 久米田典人                      | 10:52 チョークスリーパー | U-STYLE 【DO IT!】                           | 2008年3月8日   |
| ×    | 松田英久                        | 10:9 袖車                | U-ZEAL 【第2シリーズ第2戦】                  | 2006年10月14日 |
| ×    | 大田光一                        | 5:20 チョークスリーパー  | U-ZEAL 【第2シリーズ第1戦】                  | 2006年9月9日   |
| ○    | 小田貴久                        | 15分終了 ポイント判定5-4 | U-ZEAL 【第1シリーズ最終戦】                 | 2006年6月10日  |
| ○    | 野津陽介                        | 7:38 腕ひしぎ十字固め    | U-ZEAL 【第1シリーズ第3戦】                  | 2006年5月13日  |
| ○    | 長井憲治                        | 15分終了 ポイント判定4-3 | U-ZEAL 【第1シリーズ第2戦】                  | 2006年4月8日   |
| ○    | 裕希斗                          | 8:53 TKO ポイントアウト  | U-ZEAL 【第1シリーズ開幕戦】                 | 2006年3月11日  |
| ×    | 長堂嘉夢                        | 5分2R終了 判定1-2        | DEEPフューチャーキングトーナメント1回戦      | 2005年12月25日 |
| △    | 長井憲治                        | 5分2R終了 判定1-1        | U-FILE19 【Style-Gルール】                   | 2005年10月23日 |
| ×    | 佐々木恭介                      | 5分2R終了 判定0-3        | U-FILE16 【Style-Gルール重量級ランキング戦】 | 2005年4月29日  |
| ○    | 伊藤聡                          | 1R 0:26 腕ひしぎ十字固め | U-FILE15 【Style-Gルール】                   | 2005年3月27日  |
| ○    | 森山大 沖村一成 （P：松田英久） | 10分1R終了 判定          | U-FILE8 【Style-Gルールダッグマッチ】        | 2004年2月28日  |
| ×    | 加藤進                          | 5分1R終了 判定           | U-FILE1 【Style-G軽量級トーナメント1回戦】   | 2002年3月16日  |
| ○    | 市川直人                        | 10分1R終了 判定          | アマチュアバトラーツ グラップリング          | 2001年         |

## 獲得タイトル
- JTC全国大会82kg級 準優勝（2003年）
- JTC東関東大会82kg級 優勝（2003年）